# Tom Mickel
Tom Mickel (Hoyerswerda, 19 de abril de 1989) es un exfutbolista alemán que jugaba en la posición de portero.

## Clubes
| Club                 | País     | Año       |
| -------------------- | -------- | --------- |
| Energie Cottbus II   | Alemania | 2006-2009 |
| Hamburgo S. V. II    | Alemania | 2009-2012 |
| SpVgg Greuther Fürth | Alemania | 2012-2015 |
| Hamburgo S. V.       | Alemania | 2015-2025 |